# Assassinat de Róbert Remiáš
 (mars 2014).
Si vous disposez d'ouvrages ou d'articles de référence ou si vous connaissez des sites web de qualité traitant du thème abordé ici, merci de compléter l'article en donnant les références utiles à sa vérifiabilité et en les liant à la section « Notes et références ».
L'assassinat de Róbert Remiáš s'est produit le 29 avril 1996 à Karlova Ves, Bratislava, en Slovaquie. Ancien officier de police, Remiáš était un personnage clé du procès contre le Service de renseignement slovaque (en) (Slovenská informačná služba, SIS) dans l'affaire concernant l'enlèvement en Autriche, le 31 août 1995, du fils du président slovaque Michal Kováč. 
La voiture de Remiáš a explosé à 21h15 devant la place Riviéra de la rue de Karloveská. Le crime n'a jamais été résolu. 
À chaque année, l'anniversaire de l'assassinat est l'occasion pour des partis politiques critiques de Vladimír Mečiar de remettre en question les amnisties mises en place par ce dernier et  empêchant d'enquêter sur certains crimes politiques ayant été perpétrés au milieu des années 1990.

## Historique
Après avoir témoigné dans le cadre de l'enquête sur l'enlèvement du fils du président slovaque Michal Kovac, l'ancien agent du SIS Oskar Fegyveres se cache des autorités et n'a de contact qu'avec son ami proche Róbert Remiáš, un ancien officier de police. Fegyveres lui affirme que le premier ministre Vladimír Mečiar et le directeur du SIS sont impliqués dans l'enlèvement.
Le SIS débute sa surveillance de Remiáš en 1995, peu de temps après que Fegyveres se soit planqué. À peu près un mois après l'assassinat de Remiáš, sa mère Anna Remiášová a dénoncé publiquement la situation, affirmant que le téléphone de son fils était sous écoute et qu'après la mort de ce dernier, des officiers de la police slovaque lui ont réclamé des enregistrements vidéo que Remiáš avait fait des personnes le traquant. Plus tard, le chef du SIS Vladimír Mitro (sk) a confirmé que le téléphone de la maison de Remiáš, située au 5 rue Majerníková, a été mis sous écoute à partir du 14 novembre 1995 jusqu'à sa mort.
Le 14 mars 1996, Remiáš visite le troisième enquêteur de l'enlèvement Jozef Číž. Il se plaint à ce dernier d'être constamment épié, fournissant les numéros de plaque d'immatriculation et une description physique des passagers. Plus tard, ces voitures ont été reliées au groupe mafieux Ferusovci.
La voiture de Remiáš explose le 29 avril 1996 à 21h15 devant la place Riviéra de la rue de Karloveská, à Karlova Ves, Bratislava. Plusieurs membres du crime organisé ainsi que des agents du SIS auraient assisté à l'assassinat[réf. à confirmer].